# Micriantha violacea
Micriantha violacea är en fjärilsart som beskrevs av Herrich-Schäffer 1847. Micriantha violacea ingår i släktet Micriantha och familjen nattflyn. Inga underarter finns listade i Catalogue of Life.